# 나는 천사가 아니다
《나는 천사가 아니다》는 MBC에서 1993년 7월 12일부터 1993년 8월 3일까지 방영되었던 드라마이다.

## 줄거리
70년대 후반 지방 고교동창인 동준, 태호, 강우는 집안 배경이나 성격은 판이하나 친하게 지내면서 새로 이사온 채석장 기술자의 딸 세화에게 모두 관심을 보인다. 그러던 어느 날 동준의 아버지가 경영하던 채석장의 폭발사고로 세화의 아버지를 비롯, 동준의 형인 영준 등이 숨지는 사건이 발생한다. 이 일로 가세가 기울어진 동준의 집은 고향을 뜬다.

## 등장 인물
- 이동준 : 동준 역
- 이응경 : 세화 역
- 이영범 : 강우 역
- 김승환 : 태호 역
- 음정희 : 혜진 역
- 나문희
- 오승명
- 김용선
- 이정윤

| 문화방송 월화 미니시리즈                  | 문화방송 월화 미니시리즈                              | 문화방송 월화 미니시리즈                  |
| 이전 작품                                 | 작품명                                                | 다음 작품                                 |
| ----------------------------------------- | ----------------------------------------------------- | ----------------------------------------- |
| 산바람 (1993년 5월 10일 ~ 1993년 7월 6일) | 나는 천사가 아니다 (1993년 7월 12일 ~ 1993년 8월 3일) | 일지매 (1993년 8월 9일 ~ 1993년 8월 31일) |